# Peter Niemeyer
Peter Niemeyer (Mettingen em 22 de novembro de 1983) é um futebolista alemão que atuava como meia. Atualmente é diretor esportivo do Preußen Münster.